# Dorfkirche Krauthausen

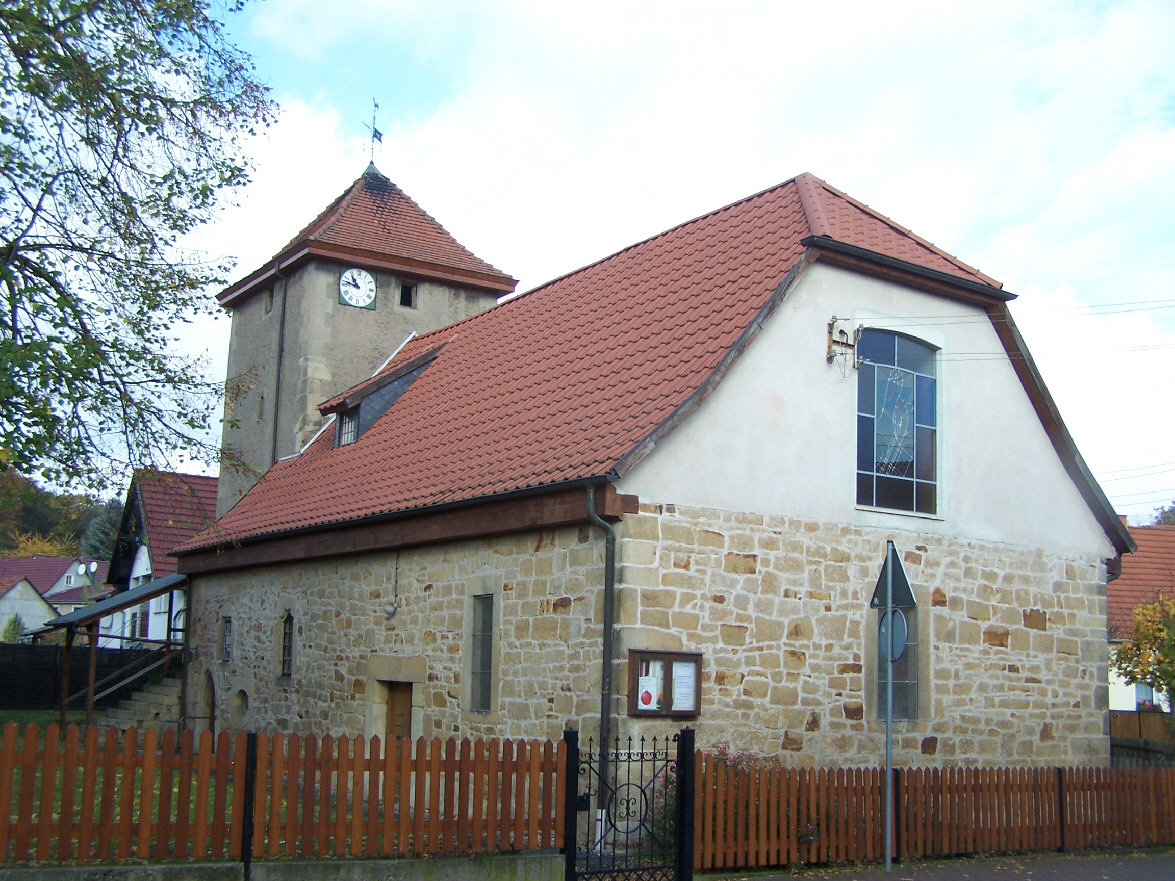
Die Kirche

Die evangelisch-lutherische Dorfkirche Krauthausen steht in der Gemeinde Krauthausen im Wartburgkreis in Thüringen.

## Geschichte
Die Krauthäuser Dorfkirche wurde ab 1709 erbaut. Der dazugehörige massive Turm ist wesentlich älter als das in den Jahren 1709 bis 1717 errichtete Kirchenschiff.
Nach 1990 erhielt die Kirche neue Bleiglasfenster von Hans-Peter Albrecht aus Madelungen. Auch die aus der Erbauungszeit stammenden Emporenbilder von Moses und den Aposteln wurden restauriert. Im Jahr 2009 wurde das 300-jährige Bestehen der Kirche gefeiert.

## Ausstattung
Im Inneren befinden sich die an drei Seiten angebrachten zweigeschossigen Emporen, die Kanzel aus der Zeit um 1800 und ein schlichter Taufstein. Bemerkenswert ist das hölzerne Deckengewölbe im Kirchenschiff. Die Orgel von Adam Eifert wurde um 1890 erbaut und ist nicht spielbar.
Über dem Altar sind das Karfreitags- und das Auferstehungsfenster angeordnet. An der Nordseite befinden sich die Fenster mit Weihnachts- und Pfingstmotiven und an der Südseite neben dem Taufstein das Tauffenster.
Eine Glocke aus dem Jahr 1958 ist die Auferstehungsglocke. Sie trägt eine entsprechende Inschrift nach Johannes 11,25. Wesentlich älter ist die kleinere Läuteglocke. Sie wurde bereits im 18. Jahrhundert repariert und 1906 umgegossen. Sie trägt die Inschriften „Gott segne Krauthausen“ und „Siehe ich verkünde Euch große Freude“. Die Glocken werden von Hand geläutet.